# Ritam zločina
Ritmul unei crime (din croată Ritam zločina) este un film de crimă, thriller, fantastic, de groază, iugoslav din 1981 regizat de Zoran Tadić (debut regizoral), realizat în coproducție sârbo-croată. Se bazează pe „Dobri duh Zagreba”, o povestire de Pavao Pavličić. A primit premiul pentru cel mai bun scenariu și cel mai bun actor la festivalul Fantasporto⁠(d) din 1983. Rolurile principale au fost interpretate de actorii Ivica Vidović, Fabijan Šovagović și Božidarka Frajt.
În 1999, un sondaj al criticilor de film din Croația a considerat că Ritam zločina este unul dintre cele mai bune filme croate realizate vreodată.
Versiunea pentru televiziune a fost intitulată Dobri duh Zagreba (Spiritul bun al Zagrebului).

## Rezumat
Casele vechi din Trnje, Zagreb sunt distruse pentru a construi blocuri noi, mai mari. 
Un profesor, care locuiește într-una dintre aceste case, îl ia chiriaș pe un străin să locuiască împreună cu el, în căsuța sa care va fi demolată în curând. Străinul are o fascinație pentru calcule statistice și susține că poate prezice crime pe baza analizelor statistice. Profesorul, care în același timp își reînnoiește relația de afecțiune reciprocă cu vechea sa iubire, îl crede din ce în ce mai mult.
Când o crimă prezisă în acest fel nu a avut loc, străinul este ferm că întreg orașul va suferi dacă nu se ajunge la un echilibru - și pleacă.

## Distribuție
- Ivica Vidović⁠(d) - profesorul Ivica
- Fabijan Šovagović⁠(d) - Fabijan, un bărbat ciudat de vârstă mijlocie, preocupat de calcule statistice
- Božidarka Frajt⁠(d) - Zdenka, iubita lui Ivica
- Dragutin Klobučar
- Zdenka Trach

## Premii
La Festivalul Internațional de Film Fantastic Fantasporto din Porto din 1981, filmul a fost distins cu premiul pentru cel mai bun scenariu și actor (Fabijan Šovagović).
La Festivalul de Film de la Pula din 1981, a primit Premiul Memorial Kokan Rakonjac pentru cel mai poetic film.
La Festivalul de Film de la Niš din 1982, a primit Marea Cartă a lui Bozidarka Frajt.
La Festivalul de Film de la Madrid din 1982, a primit Premiul Fabian Šovagović.
La Festivalul de Film de la Brussels din 1983, a primit Premiul FIPRESCI pentru cel mai bun producător (Nenad Pata).